# Samarium-152
Samarium-152 of 152Sm is een stabiele isotoop van samarium, een lanthanide. Het is een van de vijf stabiele isotopen van het element, naast samarium-144, samarium-149, samarium-150 en samarium-154. Daarnaast komen ook twee langlevende radio-isotopen voor, namelijk samarium-147 en samarium-148. De abundantie op Aarde bedraagt 26,75%.
Samarium-152 ontstaat onder meer bij het radioactief verval van promethium-152, europium-152 en gadolinium-152.
{\displaystyle {\ce {{^{152}_{61}Pm}->{^{152}_{62}Sm}+{e^{-}}+{\bar {\nu }}_{e}}}}
 
{\displaystyle {\ce {{^{152}_{64}Gd}->{^{152}_{63}Eu}+{e^{+}}+{\nu }_{e}}}}
{\displaystyle {\ce {{^{152}_{63}Eu}->{^{152}_{62}Sm}+{e^{+}}+{\nu }_{e}}}}
128Sm · 129Sm · 130Sm · 131Sm · 132Sm · 133Sm · 134Sm · 135Sm · 135mSm · 136Sm · 136mSm · 137Sm · 137mSm · 138Sm · 139Sm · 139mSm · 140Sm · 141Sm · 141mSm · 142Sm · 143Sm · 143m1Sm · 143m2Sm · 144Sm · 144mSm · 145Sm · 145mSm · 146Sm · 147Sm · 148Sm · 149Sm · 150Sm · 151Sm · 151mSm · 152Sm · 153Sm · 153mSm · 154Sm · 155Sm · 156Sm · 156mSm · 157Sm · 158Sm · 159Sm · 160Sm · 161Sm · 162Sm · 163Sm · 164Sm · 165Sm · 166Sm